# Tomislav Mrduljaš
Tomislav Mrduljaš je hrvatski skladatelj i producent.
Prve objavljene autorske pjesme napisao je za Splitski festival 1983. kada je i nastupio kao član grupe Fortuna. 1986.g. postiže značajniji uspjeh na Splitskom festivalu kao autor glazbe pjesmom Što ako ona je tu.Iste godine osniva grupu Tutti Frutti koja odmah bilježi značajne uspjehe s njegovom skladbom Ti me izluđuješ. U grupi svira gitaru te kao gitarist snima prva dva albuma Brzi vlak u nogama i Gore iznad oblaka za koje je i napisao glazbu za većinu pjesama.
1989. pobjeđuje na Štipskom festivalu s pjesmom A bog da znae. Iste godine odlazi iz benda Tutti Frutti i osniva grupu Tu–tu u kojoj se pojavljuje kao pjevač i gitarist. 1989. između novih snaga nadolazeće mlade splitske pjevačke scene pronalazi Severinu te joj piše glazbu za njezin prvi album. 1990. pobjeđuje na Festivalu Zagreb s pjesmom Sklopi oči muzika dok svira i snima prvi Severinin solo album.
Raspadom grupe Tutti Frutti započinje suradnju s Ivom Amulićem te 1994. izlazi album Zapalimo stare vatre s kojeg se profiliralo niz pjesama kao što su Samo ovu mrvu duše te pobjednička pjesma Opatijskog festivala Što ću s njom za koje Mrduljaš piše glazbu a Z. S. Gibonni stihove. 1994 g. primjećuje tada mladog pjevača Giuliana. Suradnja s njim posljedovala je s više od šezdeset skladbi i nizom uspjeha; uz promociju prvog albuma priređuju spektakularni koncert na platou Koteksa u Splitu pred 30.000 ljudi. Uspješnu suradnju i idućih godina ostvaruje s Giulianom pjesmama Dobro mi došla ljubavi, Srna i vuk, Zovem prijatelje moje te nagrađivane Gori more, Ćutim se lipo za koje piše i stihove.
Za Giuliana objavljuje pet albuma (Giuliano, 1996., Boje ljubavi, 1998., Giuliano u Lisinskom, 1999., Svijet tvoje čarolije, 2000. i Ugasi žeđ, 2003.). U dva je navrata ravnatelj Splitskog festivala (2005. — 2008., 2010. — 2016.). Glazbeni je producent prva dva Gibonnijeva albuma Sa mnom ili bez mene i Kruna od perja, a kao studijski producent i tonski majstor u vlastitom studiju realizira niz značajnih glazbenih projekata.
Nagrade: dobitnik niza nagrada na Melodijama hrvatskog Jadrana, Splitskom festivalu, Melodijama Mostara, Festivalu Zagreb, Opatijskom festivalu, Zadar festu te Štipskom festivalu; Diskografska nagrada Porin x3: za pjesmu i hit godine za pjesmu Jugo (1999.), najbolju snimku albuma Dvi tri riči Olivera Dragojevića (2001.) i najbolju snimku albuma (s E. Stanićem, I. Popeskićem i F. Vidovićem) Tišina mora Olivera Dragojevića (2014.). Vlasnik je neovisnog studija Studio-Mrduljaš (Studio TM) koji se nalazi u Splitu, direktor Splitskog festivala.
DJELA. Skladbe: A di si, a kako si; Ako odeš ljubavi; Andrea; Berekin s Vira, 1999.; Bez tebe, 2008.; Bijeli kit — Chevrolet, 1995.; Bog će znati; Bog je svjedok moje ljubavi; Bog me kaznio; Borit ću se ja; Brzi vlak u nogama; Crne oči; Crni hula hoop; Čista laž; Čokolada grad; Ćutin se lipo, 2008.; Da je do mene, 2008.; Da si moja bila ti; Da te ne izgubim; Dala bi sve; Daleko je majko Australija; Da li si me volio; Dalmacijo, lipo ti je ime, 2008.; Dalmatinac, 1999.; Dalmatinske noći; Dancing freek; Diskoteka; Dobri anđeli se strašno ljute; Dobrodošla si; Dobro je (s M. Magudom), 1997.; Dobro mi doš-la, ljubavi, 1998.; Dok zvijezde padaju; Dolazi vlak; Dođi do moje sobice; Duša hrvatska (s M. Lekićem); Evo, noć, 1998.; Gdje da te tražim; Gori more, 2008.; Gustav iz Berlina, 1996.; Hej ribice šarena; Hej, ti, 1998.; I sad opet dođe mi; Idi; Idi; Istrijanske noći; Izblidile su boje, 1998.; Ja imam moć; Ja ne znam bez nje; Jadrane moj; Ješka od jubavi, 2000./08.; Još večeras; Jubav iza kantuna, 2008.; Jugo, 1998./2008.; Kad kažem, dobro je; Kad prođu teški dani; Kad zora svane; Kada te ljubim; Kasno je sad; Ko te noćas vozi kući; Kraj škole, 2014.; Kreni dalje, 1998.; Krenuo sam; Lip i sunčan dan; Lipa moja; Lipo ti je ime sv. Stipane; Lola; Ljubav poslije ljubavi; Ljubavnu pjesmu mi sviraj; Ljubi me do zore; Ljubimo se; Ljudi; Majko; Mama; Maruška; Melodija; Moj dida, 2011.; Moja bivša; Moja lipa, 2008.; Moje srce ljubi Dalmatinku; Mudrac; Na punti Marjana; Nad ravnicom; Ne daj ljubav; Ne dajte im da odrastu; Ne misli na mene; Ne trebam život u kome te nema; Nedjelja; Nek te nađe pjesma moja; Nema te više; Nemam za bol utjehe; Nemoj da me ostaviš; Nisi kriv; Nismo svi anđeli; Nitko te neće voljeti kao ja; Noćas; Oblake sada pokreni; Oči peku; Odlazi; Odlazi vlak; Odlahzim; Opasna vožnja; Ostat ću zaljubljen; Otok banana; Padam na koljena; Pelin; Pijan i mamuran; Pjevam i sanjam; Placela; Poštari ne zvone dvaput; Prazna čaša a tebe nema; Preplivat ću olujno more, 1993.; Priđi bliže; Prolaze dani; Putuj daleko; Robinja zla, 1994.; S tobom u dobru i zlu; S tvojih usana riječ; Samo duša je; Samo jednom se ljubi; Samo ovu mrvu duše; School is cool, 2013.; Sebe mi daj, 2000.; Senza te; Septembar 86; Sirup od malina; Sjaj u očima otkriva te (s Giulianom), 1998.; Sklopi oči muzika dok svira; Slavonijo zlatnog žita; Slike sve mu ljubim; Smrtni grij; Snagom ljubavi, 1998.; Split je centar svita, 2009.; Srce od papira; Sretna će biti Hrvatska; Srna i vuk, 2008.; Stara ura; Sunce nek’ sja; Sutra odlaziš; Sve do zore; Sve u životu prolazi; Svijet od stakla, 2014.; Svijet tvoje čarolije; Svirajte mi rokeri; Svirale su mandoline; Što ako ona je tu; Što ću s njom; Tama, 1998./2008.; Tata, tata čuješ li muziku; Ti bi u škuribandu, 1980.; Ti me izluđuješ; Ti me uzbuđuješ; Ti ne znaš što je bol, 1994.; Ti si presudila; Ti si suza na mom jastuku; Ti snagu daješ mi, 1998.; Tisuću; Tko si sad ti; To si htjela, 1996.; Tu me dodirni; U tvojoj ulici stanuju mangupi; Učini zadnji korak; Ugasi žeđ; Uhvati ritam moga srca; Ukradi sjaj s mojih usana, 2000.; Uvertira, 1998.; Vesla od zlata, 2014.; Viva rock’n’roll; Vjeruj mi, 1994.; Vodi me na ples, 1990.; Vratit ću se majko; Za ljubav; Zapalimo stare vatre; Zapjevaj; Zaplači srce; Zašto mala ne voliš bećara; Zašto tvoja mama stalno ulazi; Zasvirajte tamburaši; Zlatni klas; Znak; Znam; Znam, drugog si voljela; Zovem prijatelje moje, 1998./2008.; Zovite me noćas tamburaši; Život pravog mangupa; Život si moj potrošila — Diskografija (autorski albumi): Ješka od ljubavi, 2007.; Ćutin se lipo, 2008.; Gold Collection, 2010. — kao gitarist: Brzi vlak, LP 1986., CD 2011.; Gore iznad oblaka, LP 1987.
(Popis skladbi sastavljen je prema ZAMP–ovoj Bazi autora.)